# Creepy
Creepy foi uma revista em quadrinhos norte-americana de terror publicada pela Warren Publishing em 1964. Tal como a Mad, era impressa em preto e branco no formato magazine, portanto não requerendo o selo da Comics Code Authority. A série começou sendo publicada de quatro em quatro meses, passando depois a ser publicada de dois em dois meses.
Em 2008, a série foi relançada nos Estados Unidos pela editora Dark Horse como uma coleção de encadernados chamado Creepy Archives. Em 2012, a Devir Livraria começou a lançar essa série de encadernados no Brasil com o nome de Creepy - Contos Clássicos de Terror. Em 2013, o primeiro volume da versão brasileira ganhou o Troféu HQ Mix na categoria "melhor publicação mix".